# Rida Johnson Young

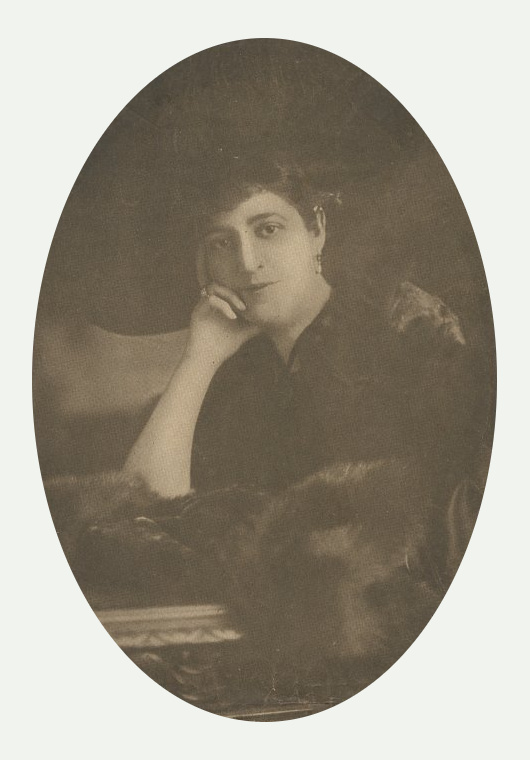
Rida Johnson Young

Rida Johnson Young (* 28. Februar 1875 in Baltimore, Maryland; † 8. Mai 1926 in Stamford, Connecticut) war eine amerikanische Dramatikerin, Liedermacherin und Librettistin. Sie schrieb mehr als 30 Theaterstücke und Musicals, sowie mehr als 500 Lieder. 1970 wurde sie in die Songwriters Hall of Fame aufgenommen.

## Leben
Rida Johnson begann ihre Karriere als Schauspielerin in den Broadway-Ensembles von Viola Allen und E. H. Sothern. Später arbeitete sie für den Musik-Verleger Isidore Witmark. Ihr erstes Theaterstück Lord Byron wurde 1900 vom Schauspieler-Produzenten James Young aufgeführt, mit dem sie von 1904 bis 1910 verheiratet war.
Sie starb im Alter von 57 Jahren an Brustkrebs.